# Portrait of Jason
Pour plus de détails, voir Fiche technique et Distribution.
Portrait of Jason est un film documentaire américain réalisé par Shirley Clarke, sorti en 1967.
L'interview pour tourner le film a duré 12 heures d'affilée dans la nuit du 3 décembre 1966, et rien n'a été caché. Même la partie technique est visible. Ce qui consacre Shirley Clarke comme une des figures avant-gardiste américaine.

## Synopsis
Jason Holliday, un prostitué gay afro-américain, aspire à se produire dans un cabaret. Il raconte sa vie face à la caméra derrière laquelle son compagnon Carl Lee et Shirley Clarke le provoquent avec une hostilité grandissante au fur et à mesure du film.

## Fiche technique
- Titre français : Portrait of Jason
- Réalisation : Shirley Clarke
- Pays d'origine : États-Unis
- Format : Noir et blanc - 35 mm - Mono
- Genre : Film documentaire
- Durée : 105 minutes
- Date de sortie : 1967

## Distribution
- Jason Holliday : lui-même
- Shirley Clarke : Interviewer
- Carl Lee : Interviewer